# Verre de fluorure

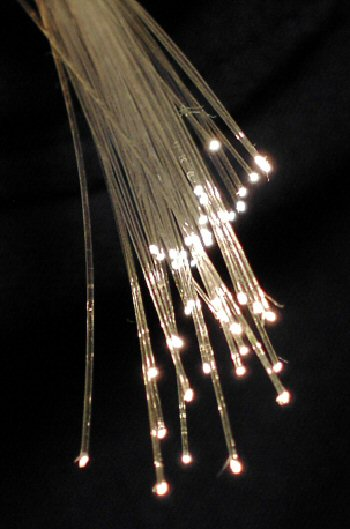
Un faisceau de fibres optiques.

Le verre de fluorure ou verre fluoré est une classe de verres optiques non oxydes composés de fluorures de divers métaux. Ils peuvent contenir des métaux lourds tels que le zirconium, ou être combinés avec des éléments plus légers comme l'aluminium et le béryllium. Ces éléments plus lourds font que le verre a une plage de transparence étendue dans le domaine infrarouge.
Ainsi, l’objectif des verres au fluorure de métaux lourds (en anglais heavy metal fluoride glass, HMFG) est de créer des systèmes de communication par fibre optique à très faible perte pour les applications commerciales et de défense, ainsi que des composants massifs pouvant être utilisés dans des traitements médicaux invasifs. Cependant, les éléments plus lourds donnent également au verre une faible viscosité et le rendent vulnérable à la cristallisation lors de la transition vitreuse ou du traitement. Cela rend le verre plus fragile et il a une faible résistance à l’humidité et aux attaques environnementales.
La propriété la plus intéressante des verres fluorés est qu'ils n'ont pas la bande d'absorption associée au groupe hydroxyle (-OH) (3,2 à 3,6 micromètres) qui est présente dans presque tous les verres à base d'oxyde.

## Propriétés
Les propriétés optiques de la fibre en fluorure peuvent être déterminées par les sources de perte intrinsèques et extrinsèques. Il existe trois sources de perte intrinsèque pour le verre fluoré : la limite d'absorption UV, la diffusion Rayleigh et l’absorption multiphonon.
Aux courtes longueurs d’onde dans le spectre UV et visible, la limite d'absorption UV est l’effet dominant. La limite d'absorption UV se produit lorsqu’une longueur d’onde d’énergie correspond au potentiel de transition ou d’ionisation des électrons et est absorbée dans le matériau lorsqu’un électron est éjecté dans un autre état quantique. Cependant, cette absorption ne se produit qu’à des longueurs d’onde courtes et diminue rapidement à mesure que la longueur d’onde augmente.
Dans le domaine de la lumière visible au proche infrarouge, la diffusion Rayleigh est l’effet dominant. La diffusion Rayleigh est la dispersion ou la diffusion élastique de particules beaucoup plus petites que la longueur d’onde de l’énergie. C’est la raison pour laquelle le ciel est bleu car la lumière du soleil est dispersée par les molécules de l'air. Étant donné que le verre est un solide amorphe et qu’il présente des variations mineures de densité à travers une fibre, la diffusion Rayleigh se produit et l’énergie se dissipe. Cependant, la diffusion Rayleigh varie inversement à la longueur d’onde, de sorte que lorsque la longueur d’onde augmente, la diffusion Rayleigh diminue.
Par rapport au verre de silice, les verres fluorés subissent une diffusion multiphonique à des longueurs d’onde plus longues, c’est pourquoi ils restent transparents dans le spectre infrarouge. C’est là que plusieurs phonons sont créés avec l’absorption et la conjonction d’un seul phonon. Ceci est particulièrement important dans le verre, car les ions voisins qui vibrent les uns contre les autres en phase peuvent provoquer une diffusion multiphononique. Étant donné que les verres fluorés ont des ions plus lourds que leurs homologues en silice, il existe des fréquences de vibration plus faibles qui correspondent à un bord d’absorption infrarouge plus long,.
Les sources extrinsèques de perte proviennent principalement de la diffusion des cristallites et de l’absorption des impuretés. La principale source extrinsèque de perte provient de la diffusion des cristallites. La diffusion des cristallites résulte de l’ordre directionnel d’un ensemble d’atomes qui réfléchissent et absorbent différemment les longueurs d’onde de l’énergie. Étant donné que les verres fluorés ont tendance à se dévitrifier très facilement, il peut être difficile d’éviter la cristallisation pendant le traitement. L’absorption des impuretés résulte des nombreuses transitions et de certains éléments de terres rares qui peuvent être contenus dans le verre. Étant donné que ces éléments sont absorbants dans la gamme de l’infrarouge moyen, il doit y avoir des niveaux de contamination inférieurs à 1 ppb pour que la perte extrinsèque soit inférieure à la perte intrinsèque.
Un exemple de verre fluoré aux métaux lourds est le groupe de verres ZBLAN (en), composé de fluorure de zirconium, de baryum, de lanthane, d'aluminium et de sodium. La principale application technologique de ces matériaux est celle des guides d'ondes optiques sous forme plane et de fibres. Ils sont particulièrement avantageux dans le domaine de l’infrarouge moyen (2000-5000 nm).

## Synthèse et traitement
La première étape de la synthèse du verre fluoré est la préparation par lots. Les critères les plus importants de cette étape sont les exigences de pureté qui sont spécifiques pour que le cation soit souhaité. En général, de nombreux cations diamagnétiques différents peuvent être tolérés, de sorte que les choses qui doivent être surveillées sont les impuretés optiquement absorbantes et les impuretés anioniques, telles que les nitrates, les carbonates et les sulfates. Une impureté majeure qui doit être évitée est l’eau. Les impuretés anioniques et l’eau peuvent provoquer l'apparition d’oxygène anionique dans le produit final. Pour éviter cela, chaque matériau individuel doit être déshydraté ou chauffé pour éviter la contamination de l’eau pendant la synthèse,
.
Après avoir mélangé les matériaux initiaux, le lot est chauffé à sa température de fusion dans un creuset. Ce verre brut présente souvent des zones fortement dévitrifiées lorsque le verre est fondu dans le creuset. Ceci est réglé par le procédé d'affinage qui chauffe la masse fondue au-dessus de la température du liquidus. Au fur et à mesure que la température augmente, la viscosité diminue et la masse fondue s’homogénéise sans agitation et les défauts sont éliminés.
Le résultat est un verre homogène et clair après refroidissement. Il existe de nombreuses méthodes de refroidissement, mais la méthode classique consistait à refroidir juste au-dessus de la température du liquidus, puis à fondre dans un moulage et à tremper. Lors de l’utilisation d’un moule, il peut y avoir un refroidissement non uniforme en fonction de la forme et du poids du moule. Cette méthode de moulage est rapide, flexible et peut créer de nombreuses formes et tailles différentes. Cependant, il est limité car il expose le verre à la contamination atmosphérique. Il peut y avoir des phases microcristallines encore présentes dans le verre au sommet du moule en raison des condensats. De plus, les bulles peuvent ne pas atteindre la surface car le verre est gelé dans le moule. Une autre méthode de refroidissement consiste à utiliser la méthode moule-creuset où l’échantillon est refroidi à l’intérieur du creuset dans lequel il a été fondu. Cela signifie qu’il n’y a pas d'exposition à l'atmosphère ou de contamination extérieure, mais que le verre résultant est limité à la forme du creuset. La dernière méthode de refroidissement est la trempe rapide et est réservée aux verres moins stables.

## Applications
L’objectif principal de la recherche et du développement du verre fluoré sont les systèmes de communication par fibre optique à très faible perte. Étant donné que les fibres de verre fluorées sont transparentes dans la gamme infrarouge, elles peuvent transmettre des longueurs d’onde d’énergie sur une grande surface.
Un objectif secondaire des verres au fluorure est la transmission infrarouge des fibres optiques et des composants massifs dans le domaine médical. Les fibres optiques au fluorure peuvent transmettre un faisceau laser dans le corps pendant la chirurgie pour des procédures moins invasives. Ils peuvent également être utilisés comme capteurs de gaz ou de liquide dans le corps en injectant une lumière d'un côté de la fibre, produite via un laser ou une LED, et en détectant le changement de l’autre côté. De plus, il permet de détecter des molécules avec des bandes d’absorption dans le domaine infrarouge par spectroscopie infrarouge,.